# Colatina (tiểu vùng)
Colatina là một tiểu vùng thuộc bang Espírito Santo, Brasil. Tiều vùng này có diện tích 4361 km², dân số năm 2007 là 185221 người.